# 舞阳坝街道
舞阳坝街道，是中华人民共和国湖北省恩施土家族苗族自治州恩施市下辖的一个乡镇级行政单位。

## 行政区划
舞阳坝街道下辖以下地区：
官坡社区、舞阳社区、棲凤社区、土桥社区、桂花园社区、凤凰路社区、黄泥坝社区、窑湾社区、三孔桥社区、阳鹊坝村、核桃坝村、周家河村、七里坪村、鸭子塘村、长堰塘村、金子坝村、耿家坪村、枫香坪村和五峰山村。